# Országos Iparművészeti Bizottság
Az Országos Iparművészeti Bizottság 1929-ben, az Első Magyar Irodalmi és Művészeti Kongresszus (1928) iparművészeti szakosztályának munkája nyomán jött létre. Tagjai testületek, intézmények voltak: az OMIT, a MIOE, a Magyar Iparművészek Testülete, az Iparművészeti Főiskola, az Iparművészeti Múzeum, az Iparrajziskola és az illetékes minisztériumok. Szándéka szerint az egész magyar iparművész-társadalmat és a tanuló ifjúságot kívánta képviselni, érdekeit szolgálni. Foglalkozott az iparművész-kataszter kidolgozásával.